# Lepidiota squamulata
Lepidiota squamulata är en skalbaggsart som beskrevs av Waterhouse 1875. Lepidiota squamulata ingår i släktet Lepidiota och familjen Melolonthidae. Inga underarter finns listade i Catalogue of Life.